# ماتیلد گرامود
ماتیلد گرامود (انگلیسی: Mathilde Gremaud؛ زادهٔ ۸ فوریهٔ ۲۰۰۰) ورزشکار اسکی نمایشی اهل سوئیس است.
وی در مسابقات کشوری و بین‌المللی در مجموع برندهٔ ۳ مدال طلا، ۴ مدال نقره، ۱ مدال برنز شده‌است.